# Luciana Scordamaglia
Luciana Antonella Scordamaglia (* 14. Juli 1994) ist eine argentinische Handballspielerin, die vor allem in der Disziplin Beachhandball erfolgreich war. Seit 2015 ist sie Mitglied der argentinischen Nationalmannschaft.

## Hallenhandball
Scordamaglia spielt für Club Dorrego Handball in der höchsten Liga der Metropolregion Buenos Aires.

## Beachhandball
Im Beachhandball spielt Scordamaglia als Defensivspielerin.

### Nationalmannschaft
Ihr Debüt für die argentinische Nationalmannschaft gab Scordamaglia beim Anden-Cup 2015, wo Argentinien mit einer A- und B-Mannschaft antrat und dort Gold und Bronze gewann. Von nun an gehörte sie dem Stamm der Nationalmannschaft an und gehörte fast immer zu den Turnierkadern. Im Jahr darauf nahm Scordamaglia im Rahmen der Panamerikanischen Meisterschaften das erste Mal an einer internationalen Meisterschaft teil. Argentinien erreichte bei diesem Turnier das erste Mal das Finale der kontinentalen Meisterschaft, unterlag hier aber Brasilien, der vorherrschenden Beachhandball-Macht auf dem amerikanischen Doppelkontinent und einer der stärksten Mannschaften der Welt. Mit dem Finaleinzug war die Teilnahme an der Weltmeisterschaft 2016 verbunden. In Budapest konnte Argentinien das Turnier weitaus besser als beim ihrer ersten Teilnahme 2012 gestalten und belegte am Ende Rang sieben. Zudem gelang über die Kontinentalmeisterschaft die Qualifikation für die World Games 2017 in Breslau. In Polen konnte Scordamaglia mit ihren Argentinierinnen den bis dahin größten Erfolg für ihr Land im Handball überhaupt erreichen. Nach einer eher schwachen Vorrunde mit nur einem Sieg über Tunesien und zwei Niederlagen gegen Norwegen und Spanien konnte Argentinien mit zwei Siegen im Shootout über Australien und Norwegen das Finale gegen den Erzrivalen aus Brasilien erreichen, das aber klar verloren wurde. Die Silbermedaille war dennoch ein immenser Erfolg, der dem Sport im Land großen Auftrieb gab. 2018 brachte die letztmalige Austragung der Panamerika-Meisterschaften. Für einen Teil der langjährigen Spielerinnen der Nationalmannschaft sollte es das letzte Turnier werden, Argentinien befand sich in einer Umbruchphase. Dementsprechend schwach verlief das Turnier, bei dem nur ein fünfter Rang belegt wurde. Dennoch war das Jahr für Argentinien durch den Gewinn einer ersten Beachhandball-Goldmedaille auf Weltebene bei den Olympischen Jugendspielen in Buenos Aires ein voller Erfolg. In das Ziel Gold wurde in den Jahren zuvor viel Energie gesteckt, das sich in den folgenden Jahren auch in der A-Nationalmannschaft bemerkbar machen sollte.
Nur wenige Monate nach dem olympischen Erfolg fanden in Rosario, also wieder vor argentinischem Publikum, die South-American Beach Games 2019 an. Mit Caterina Benedetti, Gisella Bonomi, Fiorella Corimberto, Carolina Ponce und Zoe Turnes bestand die Hälfte der Mannschaft nun aus Spielerinnen, die in Buenos Aires Gold gewonnen hatten. Auch ohne Scordamaglia wurde erneut wurde das Finale gegen Brasilien erreicht, doch nun konnte dieses auch erstmals siegreich gestaltet werden. Auch bei den ersten Süd- und Mittelamerikanische Meisterschaften, die nach der Trennung des Panamerikanischen Verbandes begründet wurden, stand Scordamaglia nicht im argentinischen Kader. Auch hier gab es in Maricá das Duell zwischen Argentinien und Brasilien, das dieses Mal die brasilianischen Gastgeberinnen für sich entschieden. Damit war auch die Qualifikation für die ersten World Beach Games verbunden. Hier kehrte Scordamaglia in das Aufgebot Argentiniens zurück, mit ihrer Mannschaft wurde sie Sechste. Es war für längere Zeit das letzte internationale Turnier, da der internationale Spielbetrieb aufgrund der COVID-19-Pandemie zum Erliegen kam.

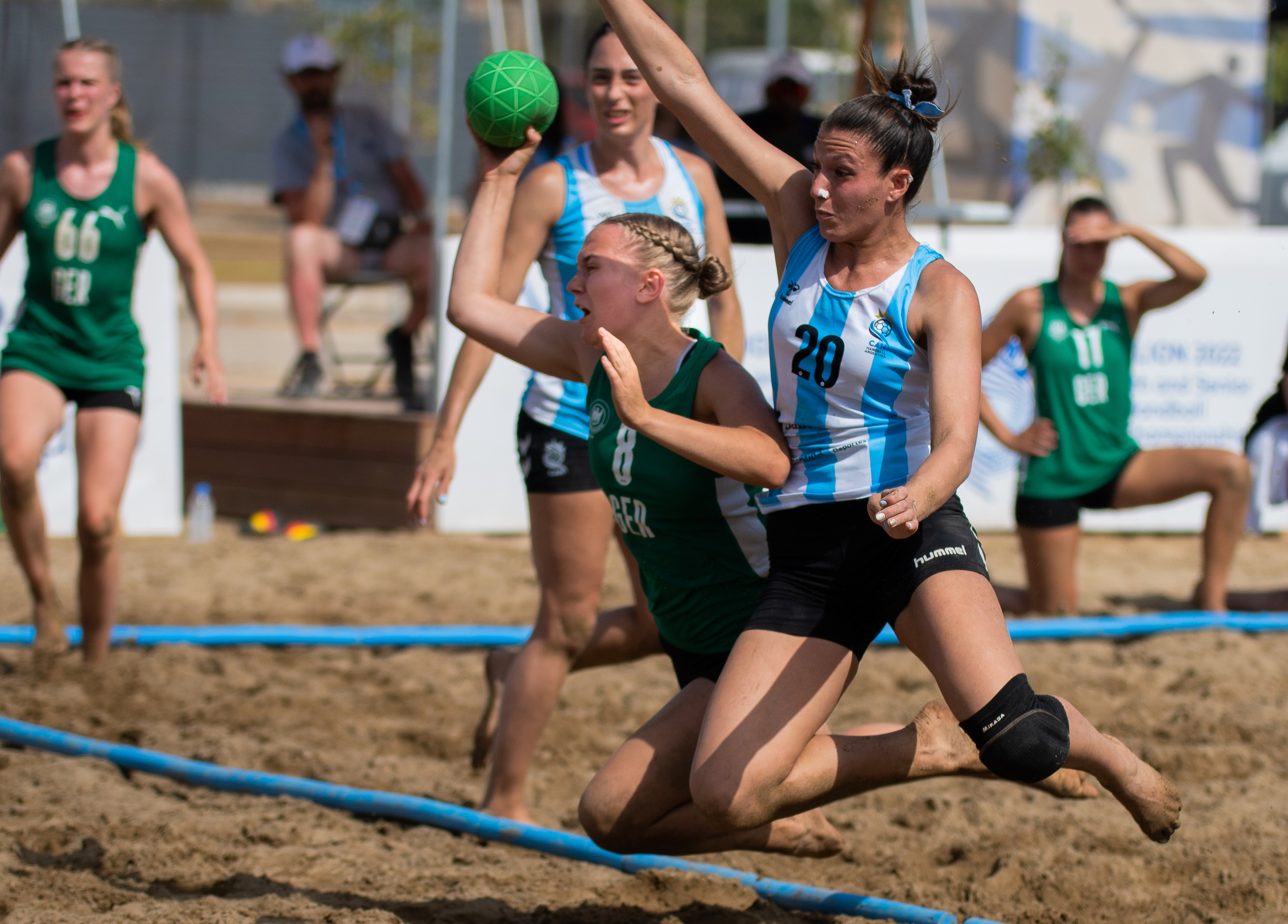
Scordamaglia (blau-weiß) versucht Belen Gettwart beim WM-Spiel 2022 gegen Deutschland am Torwurf zu hindern

Erst 2022 wurde die im Rahmen der Süd- und Mittelamerika-Meisterschaften der Spielbetrieb auf kontinentaler Ebene wieder aufgenommen. Und trotz drei Jahren Pause lautete die Finalpaarung in Maceió wiederum: die Gastgeber aus Brasilien gegen Argentinien. Erstmals konnte Argentinien in Brasilien gewinnen und damit die Vormachtstellung in Südamerika übernehmen. Der zweite internationale Titelgewinn für Argentinien war zugleich der erste für Scordamaglia. Die Qualifikation für die Weltmeisterschaften in Iraklio, Kreta war damit ebenso geschafft, wie für die World Games in Birmingham (Alabama). Bei den Weltmeisterschaften belegte Argentinien ohne sie erneut den siebten Platz, mit dem Argentinien nicht wirklich zufrieden war. Besser lief es für Scordamaglia und ihre Mannschaft in den USA. In Alabama erreichte Argentinien wie schon fünf Jahre zuvor das Halbfinale, verlor dieses aber gegen Norwegen. Scordamaglia erhielt kurz vor Schluss eine rote Karte und verursachte dabei einen Strafstoß, den Marielle Martinsen verwandelte, was das Weiterkommen für Norwegen bedeutete. Das Spiel gegen die Vereinigten Staaten um die Bronzemedaille wurde gewonnen. Damit ist Scordamaglia neben ihren Mannschaftskameradinnen Celeste Meccia, Agustina Mirotta, Florencia Bericio und Ivana Eliges sowie ihren norwegischen Halbfinalgegnerinnen Elisabeth Hammerstad und Martine Welfler die einzige nicht-brasilianische Beachhandballerin, die zwei Medaillen bei den World Games gewinnen konnte.

### Vereinsebene
Auf Vereinsebene spielt Scordamaglia im Sand für das Team aus Vélez Sársfield. Die Mannschaft nimmt vor allem im Großraum Buenos Aires an Turnieren teil. Unter anderem mit ihren Nationalmannschaftskolleginnen Samanta Brizuela, Agustina Mirotta, Rocío Barros, Florencia Ibarra, Ivana Eliges und Florencia Bericio gewann sie 2020 und 2021 die Meisterschaft der Metropolitan Beach Handball League.

## Erfolge
| World Games - 2017: 2. - 2022: 3. World Beach Games - 2019: 6. Weltmeisterschaften - 2016: 7. - 2022: 7. | Pan-Amerikanische Meisterschaften - 2016: 2. - 2018: 5. Süd- und Mittelamerikanische Meisterschaften - 2022: 1. | Andencup - 2015: 1. Metropolitan Beach Handball League - 2020: 1. - 2021: 1. |